# Dolichopeza (Oropeza) bispinula
Dolichopeza (Oropeza) bispinula is een tweevleugelige uit de familie langpootmuggen (Tipulidae). De soort komt voor in het Palearctisch gebied.